# Gorna Breznitsa
Gorna Breznitsa (Bulgaars: Горна Брезница) is een dorp in de Bulgaarse gemeente Kresna in oblast Blagoëvgrad, niet ver van de Macedonische grens. Het dorp ligt hemelsbreed 44 km ten zuiden van Blagoëvgrad en 107 km ten zuidwesten van Sofia.

## Bevolking
Op 31 december 2019 werden er 577 inwoners in het dorp geregistreerd door het Nationaal Statistisch Instituut van Bulgarije, een lichte stijging vergeleken met de laatste officiële volkstelling van 2011, maar een daling vergeleken met het maximum van 1.327 personen in 1965.
|  |

In het dorp Gorna Breznitsa wonen nagenoeg uitsluitend etnische Bulgaren.
| Etnische samenstelling van de respondenten (2011) | Etnische samenstelling van de respondenten (2011) | Etnische samenstelling van de respondenten (2011) | Etnische samenstelling van de respondenten (2011) | Etnische samenstelling van de respondenten (2011) |
| ------------------------------------------------- | ------------------------------------------------- | ------------------------------------------------- | ------------------------------------------------- | ------------------------------------------------- |
|                                                   |                                                   |                                                   |                                                   |                                                   |
| Bulgaren                                          | Bulgaren                                          |                                                   | 99,3%                                             | 99,3%                                             |
| Turken                                            | Turken                                            |                                                   | 0,0%                                              | 0,0%                                              |
| Roma                                              | Roma                                              |                                                   | 0,0%                                              | 0,0%                                              |
| Anders/Onbekend                                   | Anders/Onbekend                                   |                                                   | 0,7%                                              | 0,7%                                              |